# Morning Sun (canción de Marianne Faithfull)
«Morning Sun» es una canción escrita y dirigida por Mike Leander (alias Michael Farr) y producida por Tony Calder para el lado B del sencillo «This Little Bird» de la cantante británica Marianne Faithfull.

## Versión en otros idiomas de la artista
Marianne Faithfull versionó «Morning Sun» en italiano con el título de «Quando ballai con lui». Su letra fue adaptada por el italiano Nicola Salerno (alias Nisa). Faithfull registró la canción en los Decca Studio No 2 de Londres, y la publicó en Italia el 30 de noviembre de 1965 como sencillo en el sello local de Derby. El lado B de «Quando ballai con lui», «Un piccolo cuore», fue la versión en italiano del éxito de Faithfull «This Little Bird». Su letra fue adaptada por Giulio Rapetti Mogol.
También versionó la canción en francés con el título de «Comme une aube nouvelle» para incluirla en su EP À bientôt nous deux, publicado en Francia en el sello Decca en abril de 1966. La adaptación de la letra al francés estuvo a cargo de Hubert Wayaffe.

## Versiones de otros artistas
- Princess Chelsea, en su álbum de covers Aftertouch (2016).[3]